# ペヤ
ペヤ（アルバニア語:Peja / Pejë、セルビア語ではペーチ:Пећ / Peć）は、コソボ北西部、ペヤ郡に属する都市、およびそれを中心とした基礎自治体の呼称。UNESCOの世界遺産に登録されているペーチ総主教修道院がある。

## 名称
町はセルビア語でペーチないしはペチ（Пећ / Peć）と呼ばれ、またアルバニア語ではペヤ、ペーヤ（Peja / Pejë）と呼ばれる。ラテン語ではペスキウム（Pescium）あるいはシパラントゥム（Siparantum）と呼ばれ、トルコ語ではイペク（İpek）と呼ばれる。

## 歴史
白ドリン川（Beli Drim / Drini i Bardhë、en）の支流であるペチカ・ビストリツァ川（Pećka Bistrica、Bistrica e Pejës、en）上の戦略的拠点にあたる。町はローマ帝国の時代にはペスキウムとして知られ、またプトレマイオスの著書「Geographia」にはシパラントゥムとして記載されている。
町はステファン・ウロシュ4世の統治時代に中世セルビア王国の宗教的中心地となり、セルビア正教会の総主教座が1346年に置かれた。これは1766年にペーチ教区が廃止されるまで続いた。現在、ペーチはセルビア正教会の総主教座となっている。ペーチ現在でもセルビア正教会に属する正教徒たちの尊敬の対象である。総主教修道院は町の上にあり、4つのフレスコで装飾された聖堂、図書館、宝庫を有している。町から南に19キロメートルのデチャニ付近に位置する14世紀のデチャニ修道院はUNESCOの世界遺産に登録されている。
ペヤは14世紀末にオスマン帝国に征服され、その統治下で多くの変化を経験した。町の呼称はトルコ語でイペクと呼ばれるようになった。町には多くのトルコ人が住むようになり、その子孫は今でもこの地方に多く住んでいる。町は細い道や古いトルコ風の家々が建ち、オリエント的な色彩を帯びるようになった。また、多くのモスクが建てられ、イスラム圏の特色を持つようになる。それらのモスクの多くは現在まで残っており、その中のひとつに15世紀にオスマン帝国によって建てられたバイラクリ・モスク（Bajrakli）がある。
オスマン帝国による5世紀にわたる支配は第一次バルカン戦争（1912年 - 1913年）によって終焉をむかえ、町の支配権はモンテネグロへと移った。第一次世界大戦中の1915年末、ペヤはオーストリア＝ハンガリー帝国の占領を受けた。ペヤは1918年10月に解放された。第一次世界大戦後、町はセルブ＝クロアート＝スロヴェーン王国の一部となった。1931年から1941年までの間、ペヤはユーゴスラビアのゼタ州（Zeta Banovina）の一部となった。第二次世界大戦の間、ペヤはイタリア支配下のアルバニアに占領された。第二次世界大戦が終わると、ペヤはユーゴスラビア連邦人民共和国のセルビア人民共和国の一部となった。
多数派を占めるアルバニア人とセルビア人との間では、20世紀を通してしばしば緊張関係となった。その緊張関係は1999年のコソボ紛争でピークを迎え、町はこの間に膨大な被害を受け、多くの死者が発生した。町は2004年のコソボ暴動（en）でも重大な被害を受けた。

## 経済
町の経済は戦争によって大きく害されたが、歴史的には農業活動の拠点であり、銅細工職人、金細工職人、靴職人、皮なめし工、馬具工などの伝統職人による工芸品が多く生産された。

## 人口推移
| Ethnic Composition                                                 |              |       |            |     |                |   |             |      |                |     |             |   |         |
| 年/人口                                                            | アルバニア人 | %     | セルビア人 | %   | モンテネグロ人 | % | ロマ        | %    | ボシュニャク人 | %   | その他      | % | 合計    |
| 1961年                                                             | 41,532       | 62.35 | 8,852      |     | 12,701         |   | 728         |      | 1,397          | 2.1 |             |   | 66,656  |
| 1971年                                                             | 63,193       | 70.12 | 9,298      |     | 11,306         |   | 433         |      | 5,203          |     |             |   | 90,124  |
| 1981年                                                             | 79,965       | 71.99 | 7,995      |     | 9,796          |   | 3,844       | 3.46 | 8,739          |     |             |   | 111,071 |
| 1991年                                                             | 96,441       | 75.5  | 7,815      |     | 6,960          |   | 4,442       | 3.5  | 9,875          |     |             |   | 127,796 |
| 1999年1月                                                          | 104,600      |       | 950        |     |                |   | 3,500-4,000 |      |                |     | 4,000-4,200 |   | 113,000 |
| 2006年5月                                                          | 78,712       | 86.3  | 1000       | 1.2 |                |   | 1,800       | 1.9  | 5000           | 5.4 |             |   | 91,112  |
| 出典: ユーゴスラビア国勢調査（1991年まで）、OSCE推計（1999年から） |              |       |            |     |                |   |             |      |                |     |             |   |         |

## 気候
ケッペンの気候区分では湿潤大陸性気候 (Dfb)。
| ペヤの気候                                                       | ペヤの気候    | ペヤの気候   | ペヤの気候   | ペヤの気候   | ペヤの気候   | ペヤの気候   | ペヤの気候   | ペヤの気候  | ペヤの気候   | ペヤの気候   | ペヤの気候    | ペヤの気候   | ペヤの気候     |
| 月                                                               | 1月           | 2月          | 3月          | 4月          | 5月          | 6月          | 7月          | 8月         | 9月          | 10月         | 11月          | 12月         | 年             |
| ---------------------------------------------------------------- | ------------- | ------------ | ------------ | ------------ | ------------ | ------------ | ------------ | ----------- | ------------ | ------------ | ------------- | ------------ | -------------- |
| 最高気温記録 °C （°F）                                           | 15.4 (59.7)   | 22.6 (72.7)  | 25.0 (77)    | 28.0 (82.4)  | 31.5 (88.7)  | 35.8 (96.4)  | 38.2 (100.8) | 35.9 (96.6) | 34.1 (93.4)  | 28.3 (82.9)  | 22.9 (73.2)   | 18.9 (66)    | 38.2 (100.8)   |
| 平均最高気温 °C （°F）                                           | 2.8 (37)      | 6.0 (42.8)   | 10.9 (51.6)  | 16.1 (61)    | 20.9 (69.6)  | 24.1 (75.4)  | 26.5 (79.7)  | 26.4 (79.5) | 22.7 (72.9)  | 16.9 (62.4)  | 10.1 (50.2)   | 4.5 (40.1)   | 15.7 (60.3)    |
| 日平均気温 °C （°F）                                             | −0.5 (31.1)   | 2.1 (35.8)   | 6.4 (43.5)   | 11.2 (52.2)  | 15.9 (60.6)  | 19.0 (66.2)  | 21.1 (70)    | 20.8 (69.4) | 17.2 (63)    | 11.8 (53.2)  | 5.9 (42.6)    | 1.2 (34.2)   | 11.1 (52)      |
| 平均最低気温 °C （°F）                                           | −3.6 (25.5)   | −1.5 (29.3)  | 2.0 (35.6)   | 6.1 (43)     | 10.3 (50.5)  | 13.3 (55.9)  | 15.0 (59)    | 14.8 (58.6) | 11.5 (52.7)  | 6.8 (44.2)   | 2.3 (36.1)    | −1.8 (28.8)  | 6.3 (43.3)     |
| 最低気温記録 °C （°F）                                           | −24.8 (−12.6) | −19.3 (−2.7) | −13.6 (7.5)  | −3.8 (25.2)  | 0.6 (33.1)   | 3.5 (38.3)   | 6.7 (44.1)   | 5.2 (41.4)  | −1.2 (29.8)  | −4.8 (23.4)  | −15.3 (4.5)   | −15.2 (4.6)  | −24.8 (−12.6)  |
| 降水量 mm （inch）                                               | 85.9 (3.382)  | 71.5 (2.815) | 65.2 (2.567) | 67.2 (2.646) | 68.2 (2.685) | 53.0 (2.087) | 54.7 (2.154) | 48.0 (1.89) | 52.1 (2.051) | 75.3 (2.965) | 118.2 (4.654) | 91.4 (3.598) | 850.7 (33.492) |
| 平均降水日数 （≥0.1 mm）                                         | 12.0          | 12.3         | 11.3         | 11.5         | 13.0         | 13.2         | 9.9          | 8.7         | 8.1          | 9.5          | 12.3          | 13.3         | 135.1          |
| 平均降雪日数                                                     | 8.1           | 6.0          | 3.7          | 0.6          | 0.0          | 0.0          | 0.0          | 0.0         | 0.0          | 0.1          | 2.0           | 6.5          | 27.0           |
| % 湿度                                                           | 81            | 75           | 68           | 63           | 64           | 64           | 60           | 60          | 67           | 73           | 81            | 83           | 70             |
| 平均月間日照時間                                                 | 69.5          | 93.3         | 143.0        | 172.0        | 207.8        | 257.7        | 274.3        | 264.9       | 206.3        | 152.6        | 86.8          | 55.3         | 1,983.5        |
| 出典：Republic Hydrometeorological Service of Serbia (1961–1990) |               |              |              |              |              |              |              |             |              |              |               |              |                |

## 人物
出身者
- マイリンダ・ケルメンディ - 柔道家。
- ジェトン・ケルメンディ - 作家・詩人。
- ファトス・ベチライ - サッカー選手。

ゆかりの人物
- サワ2世 - セルビア大主教。